# Нужъялы (деревня)
Нужъя́лы (мар. Нужъял) — деревня в Медведевском районе Республики Марий Эл. Входит в состав Нурминского сельского поселения.

## География
Находится на расстоянии приблизительно 16 км по прямой на северо-запад от города Йошкар-Ола.

## История
Известна с 1723 года как деревня из 19 дворов и с населением 64 души мужского пола. В 1782 году жителей стало 78. В 1795 году в деревне было 79 жителей и 7 дворов, в 1839 6 дворов, в 1859 11 дворов и 72 жителя, в 1886 26 дворов и 115 жителей. В советское время работали колхоз имени Ленина, позднее ОАО «Тепличное».

## Население
Население составляло 71 человек (мари 86 %) в 2002 году, 83 в 2010.